# Стоєшин-Другий
Стоєшин-Другий (пол. Stojeszyn Drugi) — село в Польщі, у гміні Модлібожиці Янівського повіту Люблінського воєводства.
Населення — 436 осіб (2011).
У 1975-1998 роках село належало до Тарнобжезького воєводства.

## Демографія
Демографічна структура станом на 31 березня 2011 року:
|          | Загалом | Допрацездатний вік | Працездатний вік | Постпрацездатний вік |
| -------- | ------- | ------------------ | ---------------- | -------------------- |
| Чоловіки | 225     | 48                 | 155              | 22                   |
| Жінки    | 211     | 34                 | 118              | 59                   |
| Разом    | 436     | 82                 | 273              | 81                   |